# The Beast with Five Fingers
The Beast with Five Fingers és uns pel·lícula de thriller de terror estatunidenc de 1946 dirigida per Robert Florey a partir d'un guió de Curt Siodmak, basada en una història breu del mateix nom escrita per W. F. Harvey i es va publicar per primera vegada el 1919 a The New Decameron. La pel·lícula és protagonitzada per Robert Alda, Victor Francen, Andrea King i Peter Lorre. La partitura de la pel·lícula va ser composta per Max Steiner.

## Argument
Francis Ingram és un pianista conegut que viu en una gran casa pairal a Itàlia. L'Ingram va patir un ictus que va deixar el seu costat dret immòbil i ha d'utilitzar una cadira de rodes per moure's. Durant els últims anys s'ha retirat a la casa pairal, on viu amb la seva infermera, Julie Holden; la seva secretària i astròleg Hilary Cummins; un amic, Bruce Conrad; i el fill de la seva germana, Donald Arlington. Holden i Conrad estan secretament enamorats. Holden té previst deixar el servei d'Ingram i tornar a Amèrica, però primer vol parlar-ne amb Ingram. En Conrad vol que se'n vagi immediatament, sentint que cuidar l'Ingram està minvant la seva vitalitat, mentre que Cummins s'oposa a que se'n vagi, dient que no tindrà temps per fer la seva feina sense ella per fer-se càrrec de les necessitats de l'Ingram. Després de veure Holden i Conrad besant-se, Cummins li explica a Ingram l'afer. L'Ingram, sense voler creure-ho, comença a ofegar a Cummins. La intervenció d'Holden el salva, però Ingram li ordena sortir de la mansió.
Aquella nit, l'Ingram és despertat per una tempesta a l'exterior. S'enfila a la seva cadira de rodes i, desorientat per les al·lucinacions, cau per les escales, trencant-se el coll. El comissari Ovidio Castanio de la policia local investiga la mort i no troba cap indici d’assassinat.
Holden, Cummins, Conrad, Donald i el seu pare Raymond Arlington, i Duprex, l'advocat d'Ingram, es reuneixen per llegir el testament d'Ingram. Els Arlington assumeixen que ho aconseguiran tot i es regodegen amb Cummins que planegen enviar i vendre els seus estimats llibres. En canvi, el testament d'Ingram atorga tot el que té a Holden. Els Arlington amenacen amb anul·lar el testament fent que Holden sigui culpable de la mort d'Ingram, com la seva infermera. Duprex diu als Arlington que Ingram va escriure un testament més antic que ho va donar tot a Donald, i s'ofereix a ajudar a anul·lar el nou testament a favor de l'antic a canvi d'un terç de la propietat. Aquella nit, mentre forja el "testament més antic", Duprex és estrangulat fins a la mort. Només es veu la mà esquerra de l'agressor (que té l'anell d'Ingram).
Castanio investiga. Tothom sent l'Ingram tocant el piano a la sala principal, però quan van a comprovar no hi ha ningú. Castanio testimonia que Donald va atacar i gairebé l'asfixia la mà amb l'anell d'Ingram. Comprova el taüt de l'Ingram i descobreix que la mà esquerra d'Ingram ha estat tallada, s'ha trencat un forat de la mida d'una mà per una finestra i fora del forat hi ha un rastre d'empremtes de mans. Castanio comença a creure que la mà tallada de l'Ingram podria haver matat a Duprex.
Cummins veu la mà incorpòria mentre treballa a la biblioteca. Agafa la mà i la tanca en un calaix de l'escriptori. Quan convoca en Conrad i Holden per ensenyar-los, la mà ha desaparegut, i suposen que ha estat fruit de la seva imaginació. Donald recorda la combinació i la ubicació d'una caixa forta a la casa, i Castanio i el seu pare l'acompanyen a l'habitació on es troba. A dins hi ha la mà incorpórea. En pànic, Donald fuig de la casa amb Conrad perseguint-lo. Holden s'adona que Cummins és l'assassí, després d'haver actuat per salvaguardar els seus llibres, però la seva consciència l'està tornant boig, fent-lo insistir que la mà ho va fer tot. Ella l'insta a lliurar-se i promet parlar en nom seu. En canvi, intenta matar-la per evitar que ho digui a ningú més. Per quedar-se amb la seva mà, ella afirma creure que la mà és la responsable i demana a Cummins que la protegeixi. Completament convençut per la seva il·lusió, Cummins agafa la mà i la llença al foc, però la mà ardent s'arrossega i l'ofega, desapareixent després.
Castanio i Conrad descobreixen un tocadiscos amagat amb una gravació del piano d'Ingram que en Cummins va activar de forma remota des del seu escriptori. Castanio teoritza que Cummins va tallar la mà, que guardava al seu escriptori o a la caixa forta sempre que no l'utilitzava en un atac.

## Repartiment
- Robert Alda com a Bruce Conrad
- Andrea King com a Julie Holden
- Peter Lorre com Hilary Cummins
- Victor Francen com a Francis Ingram
- J. Carrol Naish com el comissari Ovidio Castanio
- Charles Dingle com a Raymond Arlington
- John Alvin com a Donald Arlington
- David Hoffman com a Duprex
- Barbara Brown com la senyora Miller
- Patricia White com a Clara
- William Edmunds com a Antonio
- Belle Mitchell com a Giovanna
- Ray Walker com el Sr. Miller
- Pedro de Còrdova com a Horatio

## Producció
La pel·lícula va ser l'única incursió de Warner Bros. en el gènere de terror en la dècada del 1940 i va ser l'última pel·lícula de Peter Lorre amb l'estudi.
Es va informar que Graham Baker treballava en un guió per a Warner Bros l'any 1945. Robert Florey va ser assignat per dirigir amb Andrea King i Paul Henreid com a protagonistes. El guionista Curt Siodmak havia escrit originalment la pel·lícula per a Henreid, que la va rebutjar. Aleshores seleccionaren Robert Alda.
El rodatge va començar el 27 de novembre de 1945. La peça molt tocada al llarg de la pel·lícula és una versió lleugerament modificada de la transcripció de Brahms per a la mà esquerra de la xacona de la Partita per a violí sol núm. 2, BWV 1004 de Johann Sebastian Bach, interpretada pel pianista de Warner Bros. Victor Aller. La seva mà es mostra tocant el piano i durant tota la pel·lícula.

## Llançament

### Mitjans domèstics
La pel·lícula va ser llançada a Laser Disc per MGM/UA Home Video el 16 de març de 1999 i llançada en DVD per Warner Brothers l'1 d'octubre de 2013.
Es va mostrar al programa de MeTV Svengoolie' el 26 de març de 2022.

## Recepció
A Rotten Tomatoes, la pel·lícula té una puntuació d'aprovació del 89% basada en 18 ressenyes, amb una mitjana ponderada de 6,6/10.
L'autor i crític de cinema Leonard Maltin va premiar la pel·lícula amb dues estrelles i mitja de les quatre possibles, anomenant-la "[una] peça d'ànim intrigant, si no del tot reeixida".
Bob Mastrangelo d’Allmovie va donar una crítica positiva a la pel·lícula, titllant-la d'"efectivament estranya", i va elogiar els efectes especials de la pel·lícula.